# الساحرة (مسلسل 2025)
الساحرة (بالكورية: 마녀) هو مسلسل تلفزيوني كوري جنوبي، من بطولة جين-يونغ، روه جونغ-هوي، عرض على قناة شانل أ ولايف تايم في 15 فبراير الى 16 مارس 2025، تم بثه يومي السبت والأحد الساعة 21:10 بتوقيت (KST). وهو متاح أيضًا على نتفليكس وتيفينج في كوريا، ودوليا على فيكي.

## القصة
تدور أحداث القصة حول امرأة تُعرف بلقب "الساحرة"، (روه جيونغ-هوي)، والتي طُردت من القرية بعد وفاة جميع الرجال الذين وقعوا في حبها، ورجل يحاول مساعدتها من الاتهامات الموجهة اليها يدعى دونغ-جين (جين-يونغ).

## طاقم

### رئيسي
- جين يونغ في دور لي دونغ جين - محلل بيانات يحقق في قضية مي جونغ الغامضة.[3]
- روه جونغ إيوي في دور بارك مي جونغ - امرأة تم نبذها بسبب الأحداث الغامضة المحيطة بها.[3]

### داعم
- إيم جاي هيوك في دور المحقق كيم جونغ هيوك[4]
- جانغ هي ريونغ في دور هيو إيون سيل[4]
- جانغ هاي جين في دور والدة دونغ جين[4]
- آهن ناي سانغ في دور والد مي-جيونغ (ح1_2)[4]

### ظهور خاص
- جو جي-هون[5]
- جين سيون-كيو[5]
- يون بارك[6]

## المشاهدات
| الموسم | الموسم | رقم الحلقة | رقم الحلقة | رقم الحلقة | رقم الحلقة | رقم الحلقة | رقم الحلقة | رقم الحلقة | رقم الحلقة | رقم الحلقة | رقم الحلقة | المتوسط     |
| الموسم | الموسم | 1          | 2          | 3          | 4          | 5          | 6          | 7          | 8          | 9          | 10         | المتوسط     |
| ------ | ------ | ---------- | ---------- | ---------- | ---------- | ---------- | ---------- | ---------- | ---------- | ---------- | ---------- | ----------- |
|        | 1      | 583        | 728        | غ/م        | 701        | غ/م        | 661        | غ/م        | 684        | غ/م        | 588        | ستُعلن لاحقًا |

| الحلقات | تاريخ البث     | تقييمات (نيلسن كوريا) | تقييمات (نيلسن كوريا) |
| الحلقات | تاريخ البث     | على الصعيد الوطني     | سيئول                 |
| ------- | -------------- | --------------------- | --------------------- |
| 1       | 15 فبراير 2025 | 2.425%                | 2.632%                |
| 2       | 16 فبراير 2025 | 2.974%                | 2.802%                |
| 3       | 22 فبراير 2025 | 1.7%                  | —                     |
| 4       | 23 فبراير 2025 | 2.940%                | 3.100%                |
| 5       | 1 مارس 2025    | 1.5%                  | —                     |
| 6       | 3 مارس 2025    | 2.843%                | 2.486%                |
| 7       | 8 مارس 2025    | 1.2%                  | —                     |
| 8       | 9 مارس 2025    | 3.073%                | 3.185%                |
| 9       | 15 مارس 2025   | 1.3%                  | 1.537%                |
| 10      | 16 مارس 2025   | 2.258%                | 2.377%                |
| متوسط   | متوسط          | 2.258%                | __                    |

## الإنتاج
المسلسل مقتبس من الويب تون "الساحرة" الذي ألفه كانغ فول، كاتب ومؤلف مسلسل موفينج (2023)، متجر الضوء (2024). في 28 اغسطس 2024 ، أعلنت شانل ا عن المسلسل ضمن تشكيلة الدراما لعام 2025. سيكون المسلسل من كتابة جو يو جين الكاتب المشارك بمسلسل أسفة ولكنني لست أسفة (2024)، واخراج كيم تاي جيون الذي عمل على فيلم الشكل المظلم للجريمة (2018). وتولت انتاجه شركة شوو بوكس بتعاون مع ام ار رومانسي. وهو من تخطيط A&E Networks قسم كوريا، ويعرض على قناتها لايف تايم بجانب شانل أ.

## روابط خارجية
- الموقع الرسمي
 باللغة الكورية
- الساحرة على موقع IMDb (الإنجليزية)
- الساحرة على هانسينما